# The Sands of Dee

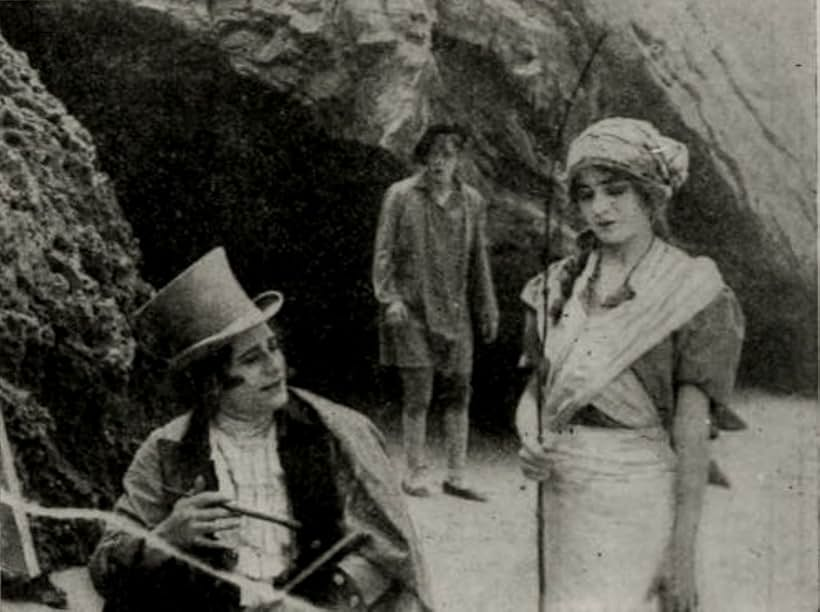

The Sands of Dee è un cortometraggio muto del 1912 diretto da D.W. Griffith.

## Trama
Mary, una giovinetta che vive in un villaggio di pescatori, viene un giorno sedotta da un pittore che ha incontrato sulla spiaggia. L'uomo le regala un anello con la promessa di sposarla. Così, quando Bobby - un giovane da sempre innamorato di lei - le chiede la mano, Mary rifiuta la sua proposta e, orgogliosamente, gli annuncia il suo fidanzamento con l'artista. I genitori della ragazza, allora, vogliono conoscere il futuro genero ma, ben presto, scoprono che il pittore ha già una fidanzata, una sofisticata signora. La scoperta getta nell'angoscia la povera Mary. Suo padre, furioso per la perdita dell'onore della figlia, la butta fuori di casa e la ragazza si mette a vagabondare senza meta lungo il bordo del mare. Bobby si mette alla sua ricerca ma, alla fine, trova soltanto il povero corpo della ragazza annegata che lui riporta a casa per lo strazio dei genitori. Ma il fantasma della ragazza è rimasto sulla spiaggia di Dee e il suo richiamo è ancora udito dai pescatori del luogo.

## Produzione
Il film fu prodotto dalla Biograph Company. Venne girato in California.

## Distribuzione
Distribuito dalla General Film Company, il film - un cortometraggio di una bobina - uscì nelle sale cinematografiche statunitensi il 22 luglio 1912. Ne venne fatta una riedizione distribuita sul mercato americano il 5 luglio 1915.